# Dieter Hegen
Dieter „Didi“ Hegen (* 29. April 1962 in Kaufbeuren) ist ein deutscher Eishockey-Trainer und ehemaliger -spieler.

## Karriere als Spieler

### Vereine
Schon im Alter von 17 Jahren zeichnete sich ab, dass er einmal einer der erfolgreichsten deutschen Eishockeyspieler aller Zeiten sein würde. In der Saison 1979/80 debütierte er in der ersten Mannschaft seines Heimatvereins, dem ESV Kaufbeuren. In der 2. Bundesliga Süd erzielte er in 42 Spielen 60 Tore und 64 Vorlagen und war maßgeblich am Aufstieg des ESVK beteiligt. In seinem ersten Jahr in der 1. Bundesliga wurde er auf Anhieb mit 54 Toren Torschützenkönig. Auch die NHL wurde auf ihn aufmerksam. So sicherten sich im NHL Entry Draft 1981 die Montréal Canadiens in der dritten Runde als 46. die Rechte an ihm. Nach sechs Erstligajahren beim ESVK wechselte er 1986 zum Titelverteidiger, dem Kölner EC.
Schon im ersten Jahr beim KEC wurde er Deutscher Meister – die erste von insgesamt sieben Meisterschaften, die Didi Hegen feiern konnte. In Köln traf er auf seinen kongenialen Spielpartner, den Landshuter Gerd Truntschka, mit dem zusammen er fortan eines der erfolgreichsten und besten Duos in der deutschen Eishockeygeschichte bilden sollte, wobei Truntschka als technisch starker, genialer Vorlagengeber die Assists besorgte und Hegen Tore am Fließband schoss. 1989 wechselten beide gemeinsam zur Düsseldorfer EG, wo bereits ein All-Star-Ensemble an die Tür zur Meisterschaft klopfte. Zusammen mit Cracks wie Peter John Lee, Chris Valentine, Uli Hiemer, Mike Schmidt und Torwart Helmut de Raaf gelang es dreimal hintereinander, den Deutschen Meistertitel (1990, 1991, 1992) zu erringen.
Auch zur nächsten Station wechselten sie gemeinsam. Der EC Hedos München kaufte sich aus den Beständen des maroden SB Rosenheim, der sich aus der Bundesliga zurückzog, und eben weiteren Spitzenspielern wie Hegen und seinen DEG-Kollegen Truntschka und Schmidt ein Top-Team zusammen. Im ersten Münchner Jahr gelang die Meisterschaft noch nicht, da die DEG immer noch zu stark war, im Jahr darauf jedoch konnte keiner mehr dieses Team aufhalten. Im Finale der Saison 1993/1994 wurde die DEG, zwischenzeitlich zum sechsten Mal hintereinander im Finale, durch den EC Hedos München besiegt.
Gerd Truntschka beendete mit diesem Meistertitel seine Karriere. Hegen hingegen blieb die darauffolgende Saison bei den inzwischen in Maddogs umbenannten Münchenern, die aber schon zu Beginn der Saison in Konkurs gingen und sich vom Spielbetrieb abmeldeten. Daraufhin zog es ihn wieder zur DEG, wo er den Rest dieser Saison und weitere drei Jahre blieb und 1996 Deutscher Meister wurde. Nach dem Rückzug der DEG aus der DEL wechselte er für zwei weniger erfolgreiche Jahre zu den Starbulls Rosenheim und im Jahr 2000 letztendlich zu seinem Heimatverein, dem ESV Kaufbeuren. Hier beendete er 2002 seine aktive Karriere.

### Nationalmannschaft
In der deutschen Nationalmannschaft bestritt er 106 WM-Spiele, in denen er 39 Tore und 21 Assists erzielte. Dazu kamen fünf Teilnahmen bei Olympischen Spielen mit 33 Spielen, 16 Toren und sieben Assists. Insgesamt kam der beste deutsche Linksaußen des 20. Jahrhunderts auf 290 Länderspiele, bei denen er 111 Treffer erzielte.

### Erfolge und Auszeichnungen
Er wurde dreimal Torschützenkönig der 1. Bundesliga: 1981 (für den ESV Kaufbeuren), 1989 (Köln) und 1992 (Düsseldorf), siebenmal wurde er ins All-Star-Team der Bundesliga gewählt. In der Bundesligageschichte erzielte er (nach Erich Kühnhackl) die zweitmeisten Tore.

#### Deutsche Meisterschaften als Spieler
- 1987 mit den Kölner Haien
- 1988 mit den Kölner Haien
- 1990 mit der Düsseldorfer EG
- 1991 mit der Düsseldorfer EG
- 1992 mit der Düsseldorfer EG
- 1994 mit dem EC Hedos München
- 1996 mit der Düsseldorfer EG

#### IIHF Hall of Fame
Seit dem 23. Mai 2010 ist Dieter Hegen Mitglied der IIHF Hall of Fame.

## Stationen als Trainer

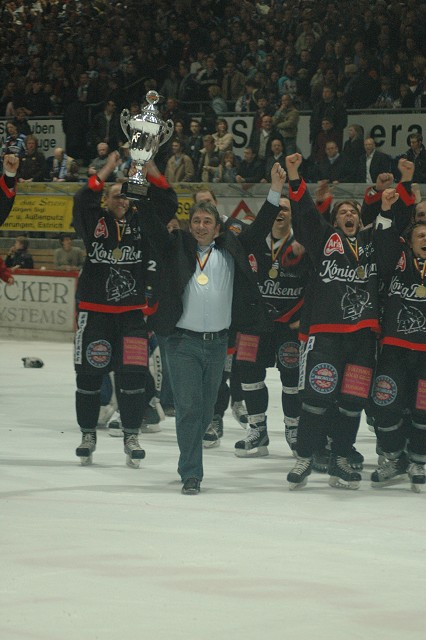
Der EV Duisburg mit Didi Hegen, 2005

2002 wechselte Hegen ins Trainerfach und übernahm den Zweitligisten EV Duisburg. Die Füchse führte er 2005 zum Aufstieg in die DEL, der höchsten deutschen Spielklasse. Auch bei seiner achten Play-off-Finalteilnahme verließ Didi Hegen das Eis als Sieger – diesmal als Coach. Der EVD hatte als Vorrunden-Zweiter der 2. Bundesliga den Ersten, die Straubing Tigers, mit einem Sweep (Play-off-Serie ohne Niederlage) besiegt, wie es ihm auch schon als Spieler in Düsseldorf (1992) und München (1994) gelang.
Im Oktober 2007 wurde er mangels Erfolg vom EV Duisburg entlassen, seine Nachfolger waren als Interimslösung zunächst Sportdirektor Franz Fritzmeier. Dieser verpflichtete für die Saison dann Peter Draisaitl, welcher aber bereits im Januar 2008 wieder entlassen wurde (trotz einer sehr erfolgreichen Quote) und so wurde schlussendlich Karel Lang zum Headcoach der Füchse ernannt. Nach einem erfolglosen Start des EV Duisburg in die Saison 08/09 trat Karel Lang vom Traineramt zurück und empfahl dem EVD die Rückkehr des Didi Hegen an seine alte Wirkungsstätte. Am 16. September 2008 wurde Dieter Hegen offiziell als neuer Trainer vorgestellt. Am 7. Januar 2009 trat Hegen – zusammen mit der gesamten sportlichen Leitung der Füchse – zurück.
Dieter Hegen engagierte sich für das soziale Hilfsprojekt Wir helfen Afrika für die Fußball-Weltmeisterschaft 2010 in Südafrika, bei dem er als Stadtpate für seinen Geburtsort Kaufbeuren fungierte.
Seit dem 23. Mai 2010 ist Dieter Hegen Mitglied der IIHF-Hall-of-Fame.
Am 22. April 2011 wurde Dieter Hegen Bundestrainer im Streethockey.
Im Juni 2013 übernahm Hegen dann das Amt des Cheftrainers beim ESV Kaufbeuren. Am 20. Januar 2014 wurde er von Ulrich Egen abgelöst. Anschließend war er beim Kaufbeurer Verein als sportlicher Leiter tätig, bis er am 17. November 2014 vom Vorstand des ESV Kaufbeuren nach 14 Niederlagen in Folge gemeinsam mit Ulrich Egen freigestellt wurde.